# Dee Alexander

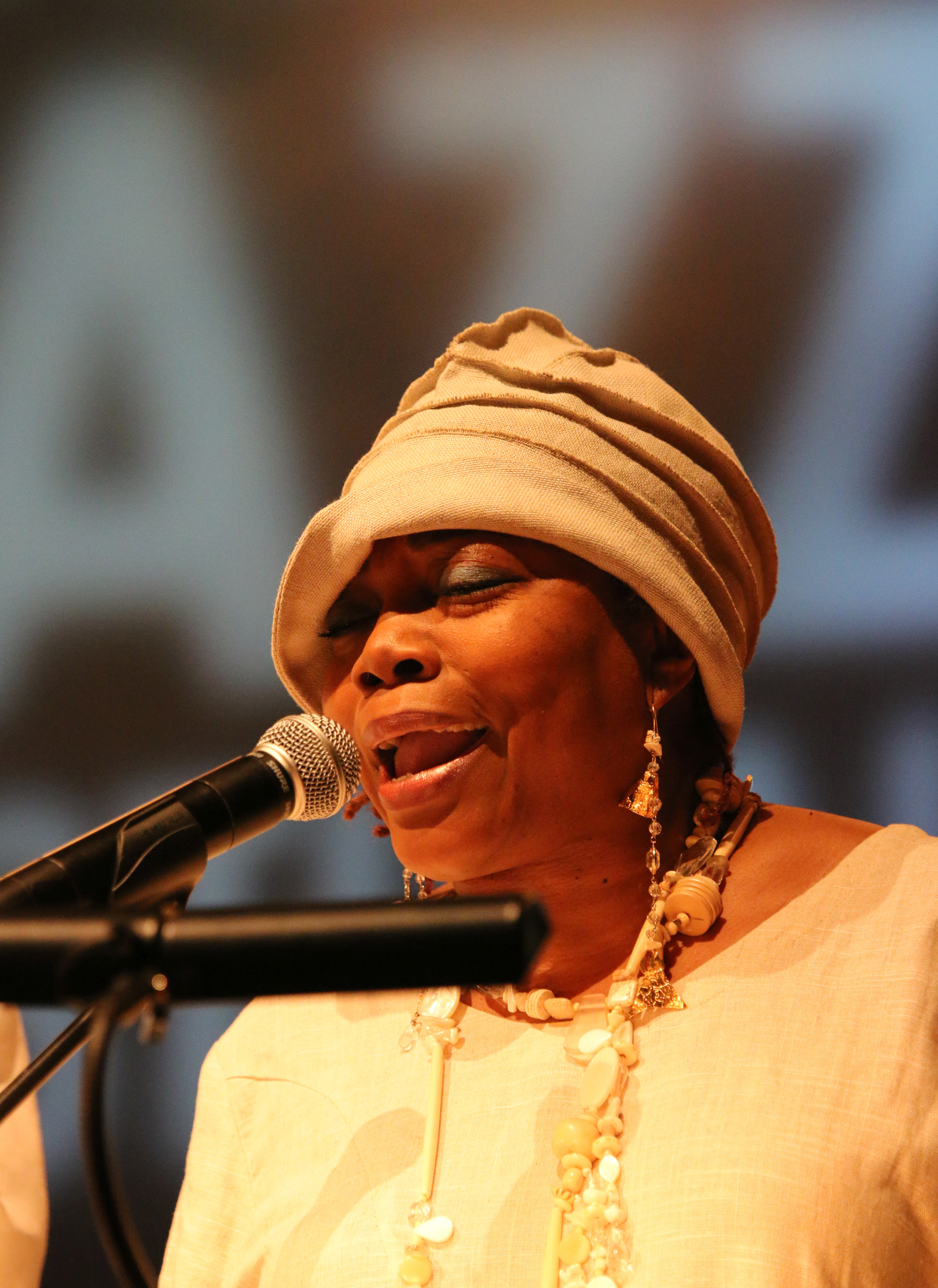
Dee Alexander (Deutsches Jazzfestival 2015)

Deleatrice „Dee“ Alexander (* 2. Dezember 1955 in Chicago) ist eine US-amerikanische Jazzsängerin, die in der Musikszene von Chicago arbeitet.

## Leben
Alexander wuchs in der West Side von Chicago auf; sie hatte als Kind Klavierunterricht und studierte Gesang bei Shedelle Farriar, später bei Phil Cohran und in der AACM School of Music. Frühe Vorbilder waren Ella Fitzgerald, Sarah Vaughan, King Pleasure, Eddie Jefferson und Billie Holiday. Sie begann ihre Karriere als Backgroundsängerin in verschiedenen Gruppen und trat dann als Solistin in Clubs von Chicago auf, wie dem Green Mill und der Velvet Lounge von Fred Anderson. Seit 1990 arbeitet sie hauptberuflich in der Verwaltung der University of Illinois.
Alexander, die Mitglied des AACM ist und mit Musikern aus diesem Umfeld wie Edward Wilkerson, Ernest Dawkins, Ari Brown, Douglas Ewart, Mwata Bowden und Henry Huff spielte, arbeitet im Spektrum von Jazz, Gospel, Rhythm and Blues, Blues und Soul, u. a. in der Formation Ken Chaney Experience und ihrem eigenen Evolution Ensemble mit Tomeka Reid, Ernie Adams und James Sanders. 2001 entstand das selbstproduzierte Livealbum Live at the Hothouse, mit einem Programm aus Standards wie Softly, as in a Morning Sunrise, Body and Soul, Straight No Chaser, Love for Sale und All Blues.
2007 trat sie mit dem Tribut-Programm Sirens of Song an Dinah Washington und Nina Simone im Millennium Park auf, u. a. mit Orbert Davis und den Jazz Philharmonic. Ebenfalls 2007 tourte sie im Auftrag des Jazz Institute of Chicago im Programm Made in Chicago durch mehrere europäische Länder. 2008 nahm sie mit Hamid Drake auf (Blissful); 2009 konzertierte sie beim Umbria Jazz, begleitet vom AACM Great Black Music Ensemble unter der Leitung von George Lewis. 2009 erschien ihr Studioalbum Wild is the Wind; außerdem wirkte sie bei Aufnahmen von R. Kelly, Brian Culbertson, Malachi Thompson mit. 2015 war sie mit dem AACM Vocal Ensemble beim Frankfurter Jazzfestival zu erleben.
Sie wurde als Chicago’s Best Singer vom Chicago Magazine gewählt; der Kritikerpoll des Downbeat wählte sie 2009 zum Rising Star in der Kategorie Female Vocalist.

## Diskographie
- Live at the Hothouse (2001)
- Unplugged (2006), mit Miguel de la Cerna, Lorin Cohen, Leon Joyce, Jr.
- Wild Is the Wind  (BluJazz, 2009), mit Miguel de la Cerna, Harrison Bankhead, Leon Joyce Jr.
- Dee Alexander / Evolution Ensemble Unit Sketches of Light (EGEA 2013)
- Songs My Mother Loves (BluJazz, 2014), mit Miguel de la Cerna, Harrison Bankhead, Yussef Ernie Adams sowie Tomeka Reid, Oliver Lake, Corey Wilkes u. a.
- It’s Too Hot for Words: Celebrating Billie Holiday (Delmark, 2019)